# Vzpřimovač chlupu
Vzpřimovače chlupu (m. arrector pilli) jsou malé svaly připojené k vlasovým folikulům u savců. Kontrakce těchto svalů způsobí jejich napřímení, tzv. husí kůže (piloerekce).

## Struktura
Každý vzpřimovač se skládá ze svazku vláken hladkého svalstva, které se připojují k několika folikulům (folikulární jednotka). Je inervován sympatikem do autonomní nervové soustavy (ANS).